# Sahuayo
Sahuayo è una municipalità dello stato di Michoacán, nel Messico centrale, il cui capoluogo è la località di Sahuayo de Morelos.
La municipalità conta 72.841 abitanti (2010) e ha un'estensione di 128,18 km².
Il significato del nome della località in lingua nahuatl è nave che ha la forma di una tartaruga.